# Pierre Amiel
Pierre Amiel (lateinisch: Petrus Amelii; † 1245) war von 1226 bis 1245 ein Erzbischof von Narbonne.
Er stammte aus Béziers, wo er ab 1201 als Kanoniker der Kirche Marie-Magdalena (heute die Kathedrale Saint-Nazaire) tätig war. Am 22. Juli 1209 dürfte er Zeuge des Massakers an der Stadtbevölkerung und der Zerstörung der Kirche durch das Heer des Albigenserkreuzzugs gewesen sein, wofür sein späterer Amtsvorgänger in Narbonne, Arnaud Amaury, maßgeblich mitverantwortlich war.
Bei seiner Wahl zum Erzbischof von Narbonne im Frühjahr 1226 war der Albigenserkreuzzug faktisch gescheitert, doch König Ludwig VIII. von Frankreich hatte zur selben Zeit einen neuen Feldzug proklamieren lassen. Pierre Amiel hatte sich sogleich in den Dienst dieses neuen Kreuzzugs gestellt und mit einer Propagandakampagne mehrere Städte des Languedoc zur kampflosen Unterwerfung unter den im Herbst 1226 aufmarschierenden König bewegen können. Nach dem Tod des Königs im November desselben Jahres unterstützte er den königlichen Statthalter Humbert de Beaujeau im Kampf gegen Raimund VII. von Toulouse, über den er wegen seines Widerstandes die Exkommunikation ausgesprochen hatte. Zu diesem Anlass hatte er erstmals auch die Verfolgung der Katharer durch „synodale Zeugen“ angeordnet, das heißt von Urkundenkommissionen die in allen Pfarreien eingerichtet werden und die mittels der „Untersuchung“ (inquisitio) Häretiker überführen sollten. Ein Vorgriff auf die nur wenige Jahre später eingerichtete Inquisitionsgerichtsbarkeit. 1227 nahm Pierre Amiel bei der Erstürmung des von Olivier de Termes verteidigten Labécède durch die Franzosen teil, die dort ein Massaker an der Bevölkerung anrichteten. Im Jahr 1229 war er allerdings in Meaux auch bei der Aushandlung der von Raimund VII. zu erfüllenden Friedensbedingungen beteiligt, die im Frieden von Paris besiegelt wurden und den Albigenserkreuzzug endgültig beendeten.
1234 musste Pierre Amiel Narbonne fluchtartig verlassen, als dort ein regelrechter Bürgerkrieg zwischen der Cité und ihrem unabhängigen Burgus ausgebrochen war, der sich an der Festnahme mehrerer Häretiker durch den Dominikanerprior Ferrer entzündet hatte. Um die Lage zu beruhigen, hatte Raimund VII. die beiden berüchtigten Faydits Olivier de Termes und Géraud de Niort entsandt, die allerdings als Feinde der Kirche den Aufruhr noch weiter anfachten und kirchliche Einrichtungen plünderten. Erst der Abt von Fontfroide konnte 1236 eine Waffenruhe erwirken, die im folgenden Jahr unter der Autorität des königlichen Seneschalls von Carcassonne dauerhaft befriedet wurde. Im Jahr 1238 war Pierre Amiel mit 40 Rittern und 600 Fußsoldaten nach Katalonien gezogen, um dort König Jakob I. bei der Eroberung von Valencia zu unterstützen, die im September des Jahres erfolgreich abgeschlossen werden konnte.
Während des Aufstandes Raimunds VII. im Jahr 1242 musste Pierre Amiel erneut aus Narbonne fliehen, in das der Graf von Toulouse im Juli triumphierend eingezogen war. Gegen ihn und seine Mitstreiter sprach er in Carcassonne erneut die Exkommunikation aus. Der Aufstand wurde aber schon gegen Ende des Jahres mit der Unterwerfung Raimunds VII. unter die königliche Autorität beendet. Während des Aufstandes waren die Inquisitoren des Toulousain in Avignonet ermordet wurden. Die Attentäter kamen aus dem letzten berüchtigten katharischen Widerstandsnest, dem Montségur. Bei der Belagerung dieser Burg von 1243 bis 1244 war Pierre Amiel zeitweilig vor Ort. So auch bei deren Kapitulation am 16. März 1244, nach der er 224 Katharer, die ihrem Glauben nicht abschwören wollten, am Fuße des Bergs verbrennen ließ.